# Habit i zbroja
Habit i zbroja – dokumentalny film historyczny z elementami animowanymi w koprodukcji polsko-litewsko-niemieckiej opowiadający o historii zakonu krzyżackiego i jego wpływu na losy ówczesnej Europy. Premiera Habitu i zbroi w reżyserii Pawła Pitery odbyła się 25 sierpnia 2017 w Centrum Kulturalno-Kongresowym Jordanki w Toruniu.
Postacie historyczne w filmie zagrali rekonstruktorzy historyczni a narratorem jest amerykański aktor Stacy Keach.

## Fabuła
Habit i zbroja przedstawia dzieje państwa zakonu krzyżackiego oraz Korony Królestwa Polskiego i Wielkiego Księstwa Litewskiego jak wielką grę strategiczną, w której konkurują ze sobą różne wartości cywilizacyjne i ścierają emocje aktorów historii – scenariusz filmu obejmuje 400 lat, od XII do XVI wieku.
Habit i zbroja pokazuje powstanie zakonu krzyżackiego w Palestynie, a następnie kolonizację ziem pruskich nad Morzem Bałtyckim i budowę Państwa Zakonnego oraz okres jego rozkwitu. Dalej dokument przedstawia wielką wojnę z zakonem krzyżackim (1409–1411), w tym bitwę pod Grunwaldem w 1410 i pokój toruński w 1466 kończący wojnę trzynastoletnią (1454–1466). Film kończy hołd pruski w kwietniu 1525.